# Software da Zune
O Zune é um software de gerenciamento de mídia descontinuado para Microsoft Windows  que funciona como um aplicativo completo de reprodutor de mídia com uma biblioteca, uma interface para o Zune Marketplace e como um servidor de streaming de mídia.  O software é usado para sincronizar com todos os dispositivos com a funcionalidade Zune, incluindo o Zune 4, 8, 16, 30, 80, 120, Zune HD, Windows Phone 7 e Microsoft Kin . Os dispositivos Zune trabalham exclusivamente com o software Zune, que aplica muitos princípios de design da linguagem de design Metro da Microsoft. 
O software foi descontinuado em 16 de outubro de 2012     e substituído pelo Windows Phone App (disponível tanto no aplicativo de desktop quanto na versão da Windows Store ) e, posteriormente, no aplicativo "Phone Companion" incorporado no Windows 10 para PC, usado para sincronizar com dispositivos que executam o Windows Phone 8 ( incluindo 8.1 ) e Windows 10 Mobile, respectivamente. O papel do software como reprodutor de música e vídeo e serviço de streaming foi substituído pelo Groove Music e Microsoft Movies & TV . 
Os serviços online do Zune foram completamente encerrados em 15 de novembro de 2015  mas o software Zune ainda está disponível para download no site do Windows Phone para uso com os dispositivos Windows Phone 7 e Zune, que não funcionam com os aplicativos mais novos projetados para Windows Phone 8 / 8.1 / Windows 10 Mobile. 

## Conteúdo
Como media player, o software Zune oferece suporte aos seguintes formatos:
| multimídia | formatos suportados                                                                                                |
| ---------- | --- |
| Áudio      | MP3, AAC (baixa complexidade), .mp4, .m4b, .mov, WMA (padrão, profissional e sem perdas)                           |
| Vídeo      | MPEG4 (em contêineres .mp4, .m4v e .mov), H.264 (em contêineres .mp4, .m4v e .mov), WMV, ASF, AVI (contêiner .avi) |
| Imagens    | JPEG |

O software Zune organiza a mídia em sua biblioteca e permite que os usuários adicionem à biblioteca copiando CDs, sincronizando com um dispositivo Zune e baixando do Zune Marketplace. O software Zune também permite organizar metadados de músicas. Ele pode baixar automaticamente a arte do álbum e os dados da tag de metadados para o conteúdo da biblioteca. 
No PC, o software Zune transmite arquivos para outros PCs, Xbox 360 e outros dispositivos compatíveis. O software Zune também se conecta ao social Zune e controla os arquivos trocados com outros usuários. 

## História
As versões 0.1 do software Zune eram uma versão modificada do Windows Media Player 11, enquanto as versões desde 2.0 são criadas de forma independente com decodificadores DirectShow adicionais para AAC, MPEG-4 e H.264 . A versão atual do software é 4.08.2345, lançada em 22 de agosto de 2011. Várias versões do software foram lançadas. Em 16 de outubro de 2012, o Zune se tornou o Xbox Music . 

## Zune Marketplace
O Zune Marketplace era uma loja online que oferecia músicas, podcasts, programas de TV, filmes, videoclipes e aplicativos móveis. O conteúdo pode ser visualizado ou comprado em computadores Windows com o software Zune instalado, dispositivos Zune, Xbox 360, telefones Windows Phone ou telefones Microsoft Kin .  O Zune Music Marketplace foi substituído pelo Xbox Music . 
Inicialmente oferecendo 2 milhões de músicas, o Zune Marketplace cresceu para oferecer 14 milhões de músicas,  todas disponíveis no formato MP3 a 320kbit / s e sem DRM . A música no Zune Marketplace foi oferecida pelos quatro grandes grupos musicais ( EMI, Warner Music Group, Sony BMG e Universal Music Group ), além de gravadoras menores. 
A home page do Zune Marketplace mostra as músicas em destaque conforme selecionadas pela Microsoft e as músicas mais populares. Os usuários podem pesquisar ou filtrar por gêneros, incluindo rock, pop, dança, urbano e outros.
Antes da música do Zune Marketplace se tornar livre de DRM, as músicas eram protegidas pelo Windows Media DRM, no entanto, o Zune Software permitia que apenas o conteúdo WMDRM do Zune Marketplace fosse transferido para dispositivos Zune. O conteúdo DRM do Zune Marketplace pode ser reproduzido por outros aplicativos e dispositivos compatíveis com WMDRM.

### Vídeos
O Zune Marketplace oferece programas de televisão das seguintes empresas: A&E, Anime, Bravo, Cartoon Network, CBS, Discovery Communications, E!, Fox, G4, GamerTV, History Channel, Marvel, MLB, NBC, Paley Center, PBS, Spike, Starz, SyFy, TNA, EUA Network e Viacom . 
Filmes da Paramount, Universal, Warner Brothers, 20th Century Fox e outros estúdios são oferecidos para compra ou aluguel por tempo limitado. Alguns filmes estão disponíveis em HD. O conteúdo selecionado adquirido pelo Zune Marketplace no Xbox 360 oferece adicionalmente som surround 5.1. 
Vídeos musicais também foram oferecidos para compra. O Zune Video Marketplace foi substituído pelo Xbox Video . 

### Formulários
O Zune Marketplace incluiu uma seção de aplicativos em que aplicativos e jogos podiam ser baixados para o Zune HD. A loja foi lançada inicialmente com nove aplicativos, todos desenvolvidos pela Microsoft e lançados gratuitamente. A seleção de aplicativos foi expandida para sessenta e dois jogos e aplicativos em dois anos. Os aplicativos disponíveis incluíam vários jogos, Facebook, Twitter e Windows Live Messenger . Os aplicativos também estão disponíveis em vários desenvolvedores independentes criados usando o XNA Game Studio ou o OpenZDK, que usam C # e C ++, respectivamente. Em 31 de agosto de 2012, as seções de aplicativos do Zune Marketplace e as coleções de mídia dos usuários foram desativadas no software. 
O software Zune também permitiu que os usuários navegassem, comprassem e instalassem aplicativos do Windows Phone no Windows Phone Marketplace.

### Disponibilidade internacional
O Zune Marketplace estava originalmente disponível apenas nos Estados Unidos. Em outubro de 2010, certos conteúdos do Zune Marketplace foram disponibilizados em outros países da América do Norte, Europa, Ásia e Australásia. A tabela a seguir mostra a disponibilidade do conteúdo por país: 
| Conteúdo          | Países |
| ----------------- | --- |
| Música            | Estados Unidos, Reino Unido, França, Itália, Espanha, Alemanha, Canadá, Austrália |
| Zune Music Pass   | Estados Unidos, Reino Unido, França, Itália, Espanha, Canadá, Austrália |
| Podcasts          | Estados Unidos |
| televisão         | Estados Unidos, Canadá |
| Locação de filmes | Estados Unidos, Reino Unido, Canadá, Austrália, Áustria, Bélgica, Dinamarca, Finlândia, França, Alemanha, Irlanda, Itália, Japão, México, Holanda, Nova Zelândia, Noruega, Espanha, Suécia, Suíça |
| Compra de filmes  | Estados Unidos, Reino Unido, Canadá, Austrália, Áustria, Bélgica, Dinamarca, Finlândia, França, Alemanha, Irlanda, Itália, Japão, México, Holanda, Nova Zelândia, Noruega, Espanha, Suécia, Suíça |
| Formulários       | Estados Unidos, Reino Unido, França, Itália, Espanha, Alemanha, Japão, Coréia do Sul, Canadá, Hong Kong, Austrália, Nova Zelândia, Áustria, Bélgica, Brasil, Chile, Colômbia, República Tcheca, Dinamarca, Finlândia, Grécia, Hungria, Irlanda, México, Holanda, Noruega, Polônia, Portugal, Romênia, Rússia, Cingapura, África do Sul, Suécia, Suíça, Taiwan |

Foi descoberto que existem várias soluções alternativas para acessar o Zune Pass e outros recursos do Zune Marketplace fora dos países onde foi lançado.

### Plataformas
O software Zune para PCs com Windows oferece toda a seleção de músicas, podcasts, vídeos e aplicativos. O Xbox 360 oferece downloads de filmes e videoclipes, além de streaming do Zune Pass. Os dispositivos Zune, Windows Phone e Microsoft Kin permitem o download e o streaming de músicas; Os dispositivos Windows Phone também permitem o download de aplicativos.

### Preços
As compras são feitas na moeda do Microsoft Points, que também pode ser usada para comprar conteúdo dos mercados Xbox Live e Games for Windows Live. A taxa de câmbio é de um dólar dos Estados Unidos para 80 pontos da Microsoft. A maioria das faixas de música custa 79 pontos ou 99 pontos.     Isso custa US $ 0,9875 ou US $ 1,24 por música. 

### Zune Music Pass
O Zune Music Pass é um serviço de assinatura de música, que permite que os assinantes baixem um número ilimitado de músicas enquanto a assinatura estiver ativa. As músicas podem ser reproduzidas em até 3 PCs com Windows e em até 3 outros dispositivos compatíveis com Zune, mas não podem ser gravadas em um CD de áudio. As músicas baixadas usando o Zune Pass são fornecidas no formato WMA a 192kbit / se são restritas pelo DRM. Os assinantes do Zune Music Pass nos Estados Unidos e em outros países selecionados puderam manter 10 músicas por mês, mesmo após o término da assinatura, no entanto, o incentivo foi finalmente interrompido.   Em 3 de outubro de 2011, o preço do Zune Music Pass foi reduzido para US $ 9,99 / mês e o crédito de 10 músicas foi removido.  Em 15 de outubro de 2012, a Microsoft renomeou o Zune como Xbox Music no Xbox 360 com a promessa de uma implantação completa em 26 de outubro. 